# Loțiune

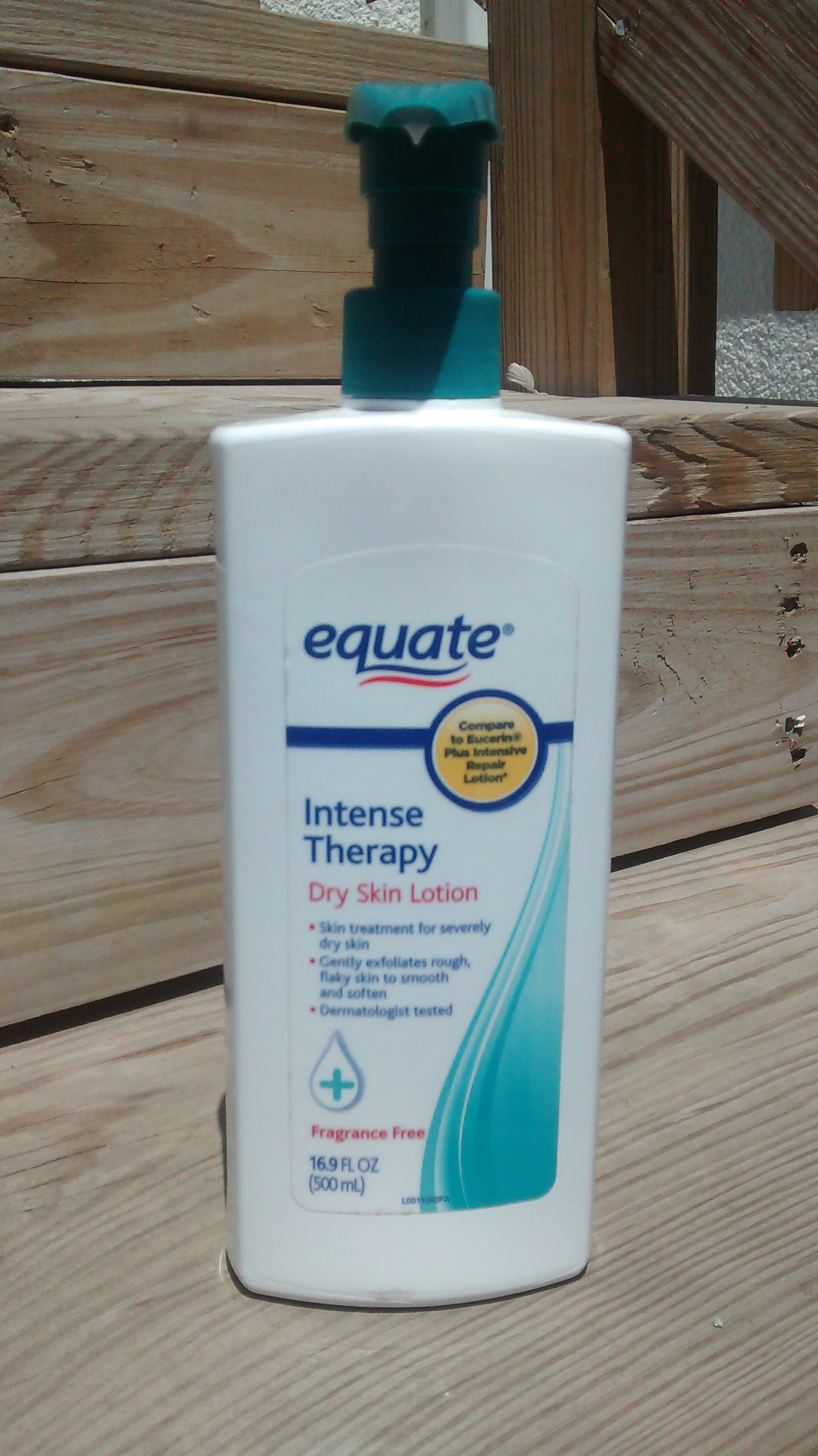
Loțiune pentru piele uscată

Loțiunea este un preparat topic cu viscozitate scăzută destinat aplicării pe piele. Loțiunile se aplică pe piele cu mâinile goale, o perie, o cârpă curată sau vată. Vâscozitatea este scăzută, spre deosebire de creme și geluri, care au vâscozitate mai mare, de obicei datorită unui conținut mai scăzut de apă.
Loțiunile pot fi utilizate ca formă farmaceutică pentru anumite substanțe medicamentoase, dar majoritatea sunt produse cosmetice utilizate pentru alergii sau cu rol de hidratare și parfumare a pielii.